# Johan Bogeman
Johan Bogeman, tidigare Bauman, född 14 mars 1646 i Stockholm, död 16 augusti 1710 i Skönberga församling, Östergötlands län, var en svensk militär.

## Biografi
Johan Bogeman föddes 1646 i Stockholm. Han var son till silvermästaren Johan Bauman och Marie de Courlas. Johan Bogeman blev 1665 antagen vid amiralitetet och blev 15 april 1667 konstapel och 2 maj 1668 underlöjtnant. Från 1669 till 1674 arbetade han i Holland och blev sistnämnda år kapten vid amiralitetet. Bogeman var från 20 december 1675 till 1680 chef för Östgöta kompani och var under den tiden kommendör 1677 och major 21 juli 1677. Han blev 1679 major i första eskadern av Hans Wachtmeisters flotta. Den 18 november 1682 adlades han till Bogeman och introducerades 1686 i Sveriges Riddarhus som nummer 1038. Han blev 10 augusti 1691 schoutbynacht och tog avsked från tjänsten 23 mars 1700. Bogeman avled 1710 på Bolltorp i Skönberga församling och begravdes i Skönberga kyrka jämter sin fru. Ett vapen efter honom sattes upp i kyrkan.
Bogeman ägde gården Bolltorp i Skönberga socken.

### Familj
Bogeman gifte sig 1680 med Christina Svart (död 1691). Hon var dotter till häradshövdingen Sven Svart och Christina Bure. De fick tillsammans barnen Carl Gustaf Bogeman (1681–1690), schoutbynachten Johan Jakob Bogeman (1682–1736), Sven Jörgen Bogeman (1683–1710), löjtnanten Adolf Gabriel Bogeman (1684–1715) vid Östgöta kavalleriregemente, Sven Bogeman (1686–1699) och Christina Anna Catharina Bogeman (1687–1763) som var gift med assessorn Ebeling Henrik Palmstedt i Åbo hovrätt och kommendören Ernst Johan Ekestubbe.